# Щуковидный жерех
Щуковидный жерех, или жерех-лысач (лат. Aspiolucius esocinus) — вид лучепёрых рыб из семейства карповых. Единственный представитель рода щуковидных жерехов, или жерехов-лысачей (Aspiolucius). Обитает в Киргизии, Казахстане, Таджикистане, Туркменистане и Узбекистане.

## Описание
Раньше эту рыбу, как и настоящих жерехов, называли шереспером, хотя было у неё свое узбекское имя — ак-чебак или ак-марка. На жереха ак-чебак действительно похож. Похожа эта рыба и на щуку своим не высоким прогонистым телом и очень длинной головой. За это сходство сразу с двумя разными видами рыб ученые назвали ак-чебака щуковидным жерехом. Есть у него и ещё одно русское название — лысач, оно дано ему из-за сильно уплощенной сверху головы с очень маленькими глазами. Такая голова кажется действительно какой-то голой и лысой. Обитает или обитал щуковидный жерех только в бассейне Аральского моря. Он населял равнинные участки Амурдарь и Сырдарьи, но в низовьях этих рек и в море никогда не встречался. В дельте Амурдарь попадались только его мальки. Предпочитает текучие мутные воды, поэтому в озёрах и слабопроточных водохранилищах он редок. По мере наполнения водохранилищ он уходит из них в реки. Как и настоящий жерех лысач — хищник. Настигает он свою добычу броском. Рот-замок хорошо захватывает и удерживает добычу. Но, как и у других карповых рыб, зубов у щуковидного жереха нет, отсутствует и свойственный многим хищным рыбам желудок. Поэтому все жерехи питаются только мелкой рыбой. Переходит на хищное питание щуковидный жерех очень рано, уже сеголетки питаются почти исключительно рыбой. Как и другие хищные рыбы, растет лысач очень быстро, к примеру годовики имеют длину 15-20 см, а трехгодовики 30-40 см. Основной причиной сокращения численности по-видимому явилось осветление воды и резкое падение их вод.
Характерные особенности: большой рот с выдающейся нижней челюстью, снабженной бугорком, входящим в выемку верхней челюсти. Тело у него так же удлиненное, покрытое мелкой, плотно сидящей чешуей. Спинка синевато-серого цвета, спиной и хвостовой плавник серого цвета, а брюшной и анальный — с красноватым оттенком. В отличие от настоящего жереха, брюхо у него за брюшными плавниками не сжато, а закруглено, жаберные щели не такие широкие, голова уплощена.
Ареал: в прошлом бассейн Аральского моря, сейчас Токтогульсое водохранилище, река Чу, верхнее течение Амударьи.
Длина до 60 см, масса до 5 кг, максимальный возраст: до 10 лет. Размножается в феврале-марте при температуре 5—10 С° самки откладывают на камни икру, которая после оплодотворения забивается между камнями.

## Охранный статус
Занесён в Международную Красную книгу (2000), Красные книги Киргизии (2006) и Казахстана (1999).